# Ames-Test
Der Ames-Test ist ein Testverfahren, um (chemische) Mutagene zu identifizieren. Das Verfahren wurde von Bruce Ames (University of California, Berkeley, USA) entwickelt.

## Das Prinzip
Es werden Bakterien, die durch Mutation (z. B. Punktmutation) in einem Gen nicht mehr in der Lage sind, eine bestimmte Aminosäure zu synthetisieren (sogenannte Mangelmutanten, siehe Auxotrophie), auf einen diese Aminosäure nicht enthaltenden Nährboden (Agar) aufgebracht. Da diese Bakterien zur Fortexistenz auf diese Aminosäure angewiesen sind, würden sie absterben bzw. könnten sich nicht auf diesem Mangelmedium vermehren. Die Aminosäure (z. B. Histidin) ist für die Synthese von Proteinen und somit für Zellteilung vonnöten.
Nun setzt man die Bakterien dem potentiellen Mutagen aus, indem man beispielsweise ein damit getränktes Filterpapier auf den Nährboden auflegt. Bilden sich nach dem anschließenden Bebrüten sogenannte Bakterien-Kolonien, so sind einzelne Bakterien gewachsen und haben die Fähigkeit zur Synthese der entsprechenden Aminosäure zurückerlangt. Es handelt sich hierbei um sogenannte Revertanten, bei denen die zur Auxotrophie führende Punktmutation in einem Gen rückgängig gemacht wurde – sie wurden wieder prototroph. Man geht davon aus, dass diese Rückmutation sehr wahrscheinlich der Wirkung des zugegebenen Agens zuzuschreiben ist und es sich somit um ein Mutagen handelt, welches eine Punktmutation in einem Gen bewirkt. In der Regel tritt eine solche Rückmutation auch spontan von selbst auf, jedoch in viel geringerem Maßstab, das heißt wesentlich seltener als bei Anwesenheit eines mutagenen Agens.
Meist setzt man im Ames-Test Bakterienstämme von Escherichia coli (Tryptophan-Auxotrophie) oder Salmonella typhimurium (Histidin-Auxotrophie) ein.
Salmonella typhimurium zeichnet sich neben seiner Histidin-Bedürftigkeit noch durch zwei weitere Eigenschaften aus, die für den Ames-Test von Vorteil sind:
Zum einen besitzt es einen Defekt im DNA-Reparatursystem, sodass die entstandene Mutation nicht behoben werden kann; es gibt sozusagen keine Dunkelziffer.
Zudem besitzt dieses Bakterium verkürzte Lipopolysaccharide, wodurch die Membran durchlässiger ist und potentielle Mutagene nicht schon dort ganz oder teilweise abgehalten werden.
Beide Eigenschaften führen zu einer Erhöhung der Aussagekraft des Ames-Tests.
Denkbar sind auch Versuche mit biologischen Mutagenen (Viren). Üblicherweise wird dieser Test jedoch mit Chemikalien angewandt.

## Anwendung
Der Test ist von der OECD anerkannt und wird beispielsweise in der Pharmaforschung zur Mutagenitätsprüfung potentieller Arzneistoffe oder in der Prüfung von Medizinprodukten nach ISO 10993-3 gebraucht. Weiterhin wird der Ames-Test als Basisanforderung in der Chemikalienbewertung unter REACH eingesetzt. Das Verfahren ist schnell (Dauer etwa eine Woche), günstig und einfach. Mehr als 3500 Substanzen (Stand 2006) wurden damit geprüft; weiterhin ist der Test gut geeignet, um unbekannte Gemische zu untersuchen.
Die Übertragbarkeit der Ergebnisse des Ames-Tests auf den Menschen oder andere Organismen als die verwendeten Bakterienstämme ist aber nicht ohne Weiteres gegeben. So erfährt das zu überprüfende Agens insbesondere in der Leber höherer Organismen häufig Modifikationen, die ihm erst die mutagenen Eigenschaften verleihen. Solche Substanzen würden als falsch-negativ den Ames-Test bestehen. Auch der umgekehrte Fall ist möglich, bei dem das Agens in der Leber inaktiviert wird und seine mutagenen Eigenschaften verliert. Um dem Rechnung zu tragen, wird in der Praxis das Agens zuvor mit einem Leberextrakt (S9-mix) vermischt. Die in dem Extrakt enthaltenen Enzyme simulieren die in der Leber stattfindende Metabolisierung (Phase-1-Reaktion).